# Samed Yeşil
Samed Yeşil (* 25. května 1994, Düsseldorf, Německo) je německý fotbalista s tureckými kořeny, který hraje na pozici útočníka za německý klub Bayer 04 Leverkusen, kde působí od roku 2005. Yeşil na sebe upozornil při Mistrovství světa hráčů do 17 let konaném v roce 2011 v Mexiku. Za svých šest branek si v Mexiku vysloužil cenu – Stříbrnou kopačku pro druhého nejlepší střelce turnaje. Navíc si v turnaji připsal i pět gólových asistencí. Yeşilovi spoluhráči mu někdy říkají "Gerd", čímž odkazují na známého bývalého německého útočníka Gerda Müllera.

## Klubová kariéra
Yeşil přišel do Bayeru Leverkusen v roce 2005 z týmu BV 04 Düsseldorf. Postupem času přešel z dorosteneckého týmu do 17 let k dorosteneckému týmu do 19 let. Díky svým výkonům na Mistrovství světa do 17 let byl odměněn možností trénovat ve fotbalovém tréninkovém středisku v Portugalsku během zimní přestávky sezóny 2011/2012.
V roce 2012 přestoupil do anglického klubu Liverpool FC.

## Reprezentační kariéra
V květnu 2011 se Yeşil s německou reprezentací do 17 let zúčastnil Mistrovství Evropy hráčů do 17 let. Německo se napříč turnajem setkalo i s reprezentací Česka, vzájemné klání skončilo remízou 1-1 a Yesil zaznamenal svou první branku na mistrovství. Do konce turnaje vstřelil ještě dvě, včetně té ve finále proti Nizozemsku. Tam ale Nizozemci opět, stejně jako v základní skupině, vyhráli a Němci tak skončili druzí. To ale zaručovalo i kvalifikaci na pozdější Mistrovství světa sedmnáctiletých.
V létě 2011 odcestoval do Mexika s německou mládežnickou reprezentací na Mistrovství světa hráčů do 17 let. Spolu se svým spoluhráčem z Bayeru, Okanem Aydinem, stal jedním z tahounů mužstva. Němci zvítězili ve všech tří utkáních základní skupiny, Yeşil skóroval jen v úvodní výhře 6-1 nad Ekvádorem, ovšem rovnou dvakrát. V play-off se Německo nejprve střetlo s USA, Yeşil se trefil potřetí na turnaji a pomohl zařídit postup do čtvrtfinále. Při čtvrtfinálové těsné výhře 3-2 nad Anglií Yesil zaznamenal dva góly. Svůj poslední, šestý gól na turnaji vstřelil v semifinále proti domácímu Mexiku, kterému ale Německo nakonec podlehlo, stejně tak jako později finálový soupeř Mexika – Uruguay. Yeşilův tým ale neopustil mistrovství s prázdnou, když v souboji o třetí místo s Brazílií zvrátil stav 1-3 na 4-3. Yesil získal Stříbrnou kopačku pro druhého nejlepšího střelce turnaje a vedle šesti branek se mohl pyšnit navíc pěti asistencemi.

## Úspěchy

### Reprezentační
Německo U17
- Mistrovství světa hráčů do 17 let
  - 3. místo (2011)

- Mistrovství Evropy hráčů do 17 let
  - 2. místo (2011)

### Individuální
- Stříbrná kopačka pro druhého nejlepší střelce turnaje – 6 gólů (MS do 17 let 2011)

## Osobní život
Yesil a jeho otec Sebhattin Yesil se v roce 2010 setkali s představiteli tureckého fotbalového svazu. Spekulovalo se o zájmu svazu přemluvit talentovaného Yesila k reprezentování Turecka. Ten ovšem dal podle slov svého otce jasně najevo svůj zájem reprezentovat Německo.